# Regimentul 28/3 Obuziere (1916-1918)
Regimentul 28/3 Obuziere a fost o unitate de artilerie de nivel tactic, care s-a constituit în prima parte a anului 1917, în cadrul procesului de reorganizare a armatei de la începutul anului 1917. 
Regimentul a făcut parte din organica Brigăzii 13 Artilerie alături de  Regimentul 23 Artilerie.

## Participarea la operații

### Campania anului 1917
În campania din anul 1917 Regimentul 28/3 a participat la acțiunile militare în dispozitivul de luptă al Diviziei 13 Infanterie, luând parte la Bătălia de la Mărășești. În această campanie, regimentul a fost comandat de colonelul George Ștefănescu.

## Comandanți
- Colonel George Ștefănescu